# Adesso sono qui
Adesso sono qui è un singolo del rapper italiano Ghemon, pubblicato il 27 maggio 2014 come primo estratto dal terzo album in studio Orchidee.
Il brano è presente nella colonna sonora del gioco NBA 2K17.

## Video musicale
Il video è stato reso disponibile il 20 maggio 2014 attraverso il canale YouTube della Macro Beats.